# پریدی بانومیونگ
پریدی بانومیونگ (تایلندی: ปรีดี พนมยงค์؛ ۱۱ مهٔ ۱۹۰۰ – ۲ مهٔ ۱۹۸۳) سیاستمدار، دولت‌مرد برجسته و پروفسور اهل تایلند بود.
وی از مارس تا اوت ۱۹۴۶ نخست‌وزیر تایلند، از سال ۱۹۴۱ تا ۱۹۴۵ نایب‌السلطنه تایلند، از مارس تا اوت ۱۹۴۶ و ۱۹۳۸ تا ۱۹۴۱ وزیر دارایی تایلند، از سال ۱۹۳۶ تا ۱۹۳۸ وزیر امور خارجه تایلند و از سال ۱۹۳۴ تا ۱۹۳۵ وزیر کشور تایلند بوده‌است.
بانومیونگ در سال ۱۹۴۹ اقدام به کودتا علیه پلک پیبونسونگکرام رهبر مستبد تایلند کرد اما موفق به این کار نشد سپس به چین رفت و هرگز به تایلند بازنگشت، در سال ۱۹۷۰ به فرانسه رفت و باقی زندگی را در آنجا گذراند، بانومیونگ در ۲ می ۱۹۸۳ در خانه‌اش در حومه پاریس درگذشت.

## نگارخانه

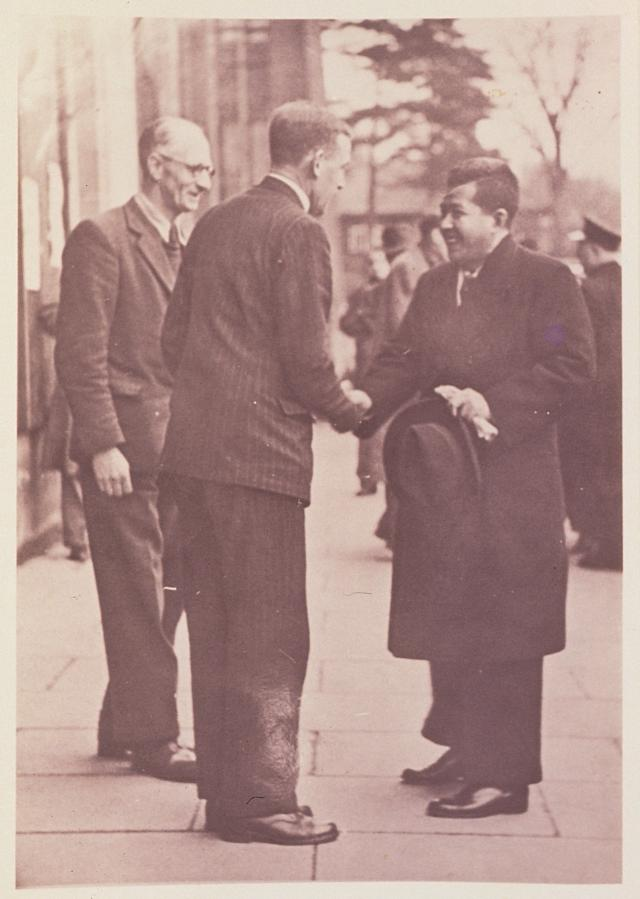